# Péninsule de Greenwich

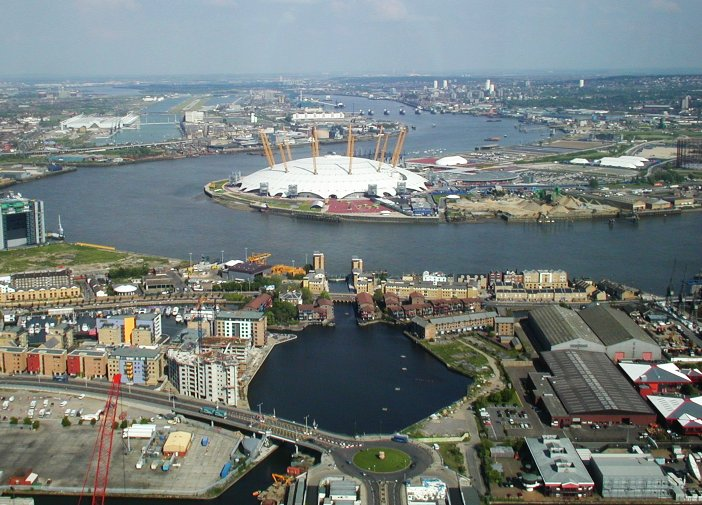
Vue sur le Dôme du millénaire et sur la péninsule de Greenwich.

La péninsule de Greenwich, aussi connu sous les termes de péninsule de Blackwall, de marais de Greenwich, de marais de Bugsby, de Greenwich Nord ou encore de Greenwich Est, est un quartier de l'Est de Londres, en Angleterre, au nord-est du quartier de Greenwich proprement dit. La péninsule est délimitée sur trois de ses côtés par une boucle de la Tamise, entre l'île aux Chiens et Silvertown. La péninsule se trouve administrativement dans le district de Greenwich.
Les sites les plus connus du quartier sont le Dôme du millénaire, la station de métro North Greenwich et le tunnel Blackwall.

## Histoire
La péninsule est drainée au XVIe siècle, puis est utilisée pour le pâturage. Au XVIIe siècle, l'extrémité nord de la péninsule, le point Blackwall, est célèbre pour ses potences où pendent des cadavres de pirates, en vue de dissuader la piraterie.

### Histoire industrielle
La péninsule est industrialisée à partir du début du XIXe siècle. En 1857, un plan est présenté au Parlement pour construire un dock occupant une grande partie de la péninsule, sans que le plan ne soit approuvé. Les premières industries présentes sur le site sont des industries chimiques et sidérurgiques qui construisent des câbles sous-marins, de l'armement et des bateaux métalliques. Dans les années 1860 une usine sidérurgique est construite par Henry Bessemer, pour approvisionner la construction navale, mais celle-ci ferme dès 1866 à cause d'une crise financière. 

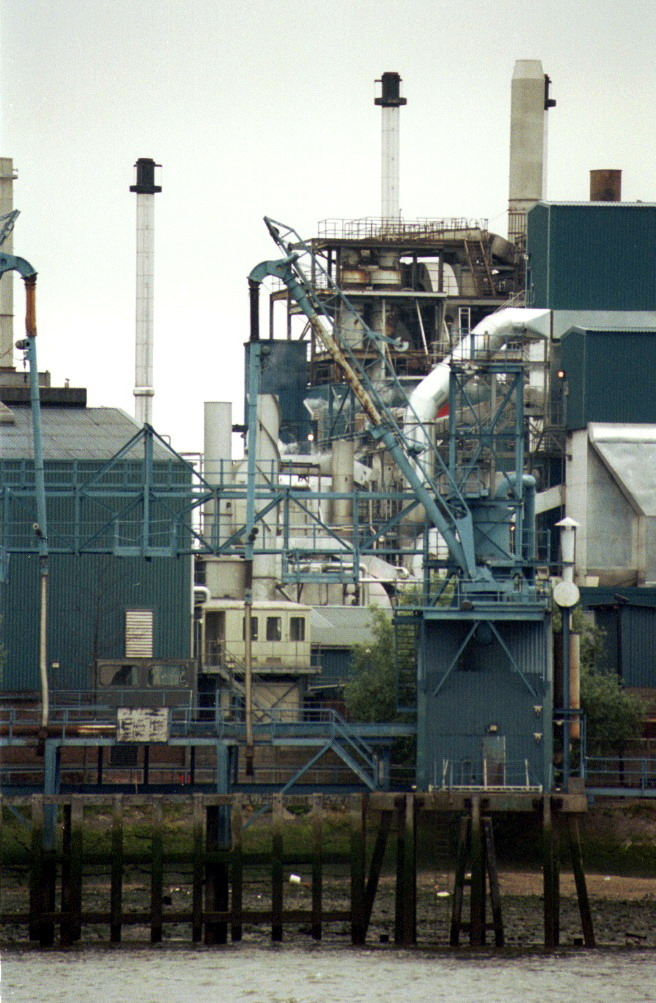
Vue sur la raffinerie de glucose dans l'ouest de la péninsule.

Un peu plus tard arrivent dans la péninsule des moulins à huile, des chantiers navals (avec la construction notamment des clippers en fer Blackadder et Hallowe'en), des usines de chaudronnerie, des usines de ciment Portland et de linoleum, ainsi qu'une importante usine à gaz et une fabrique travaillant le bronze.
Pendant plus d'un siècle, la péninsule est surtout marquée par l'usine à gaz fabriquant du gaz de synthèse, pour le gaz de ville et le gaz d'éclairage, qui occupe une superficie de 240 acres et deviennent ainsi le plus grand site industriel du secteur en Europe, à l'époque. De plus, l'usine produit en tant que produits secondaire, de la coke, du goudron et des produits chimiques. Elle possède un important système ferroviaire et une jetée pour le transport du charbon et de la coke.
Deux énormes gazomètres sont originellement présents sur le site, l'un de 240 000 m3 et l'autre de 345 000 m3, le plus grand du monde à l'époque, qui est réduit par sécurité à 250 000 m3 après avoir été endommagé par l'explosion de Silvertown en 1917, avant d’être une nouvelle fois touché en 1978 cette fois-ci par l'Armée républicaine irlandaise provisoire (IRA).
À partir de 1960, l’Usine à gaz utilise du pétrole pour produire son gaz de synthèse, et atteint un pic de production de 11,3 millions de m3 par jour au milieu des années 1960, ce qui est encore une fois un record mondial pour le site. Cependant la découverte de gaz naturel en mer du Nord rend rapidement le complexe obsolète. 
À l'est de la péninsule est construite à partir des années 1890, la centrale thermique de Blackwall Point, qui est remplacée en 1950 par une nouvelle centrale, avant que celle-ci soit définitivement fermée en 1981. En 1966, une large zone industrielle comprenant la Victoria linoleum works, devient le terminal Victoria Terminal Deep Water, un terminal maritime. Le sud de la péninsule est occupé, depuis 1857, par une succession d'entreprises de constructions de câble sous-marin, avec des entreprises comme Glass Elliot, W T Henley, Telcon, Submarine Cables Ltd, STC, Nortel et Alcatel.
La fin du XXe siècle est marquée par la fermeture de l’usine à gaz, de la centrale électrique et des autres industries. Ces séries de fermetures laissent d'importances superficies de friches industrielles, avec souvent des sols pollués. Il existe cependant encore des industries concentrées sur la partie ouest de la péninsule, notamment une raffinerie de sucre, deux terminaux maritimes pour les métaux et l’un des réservoirs de gaz.

## Réaménagement

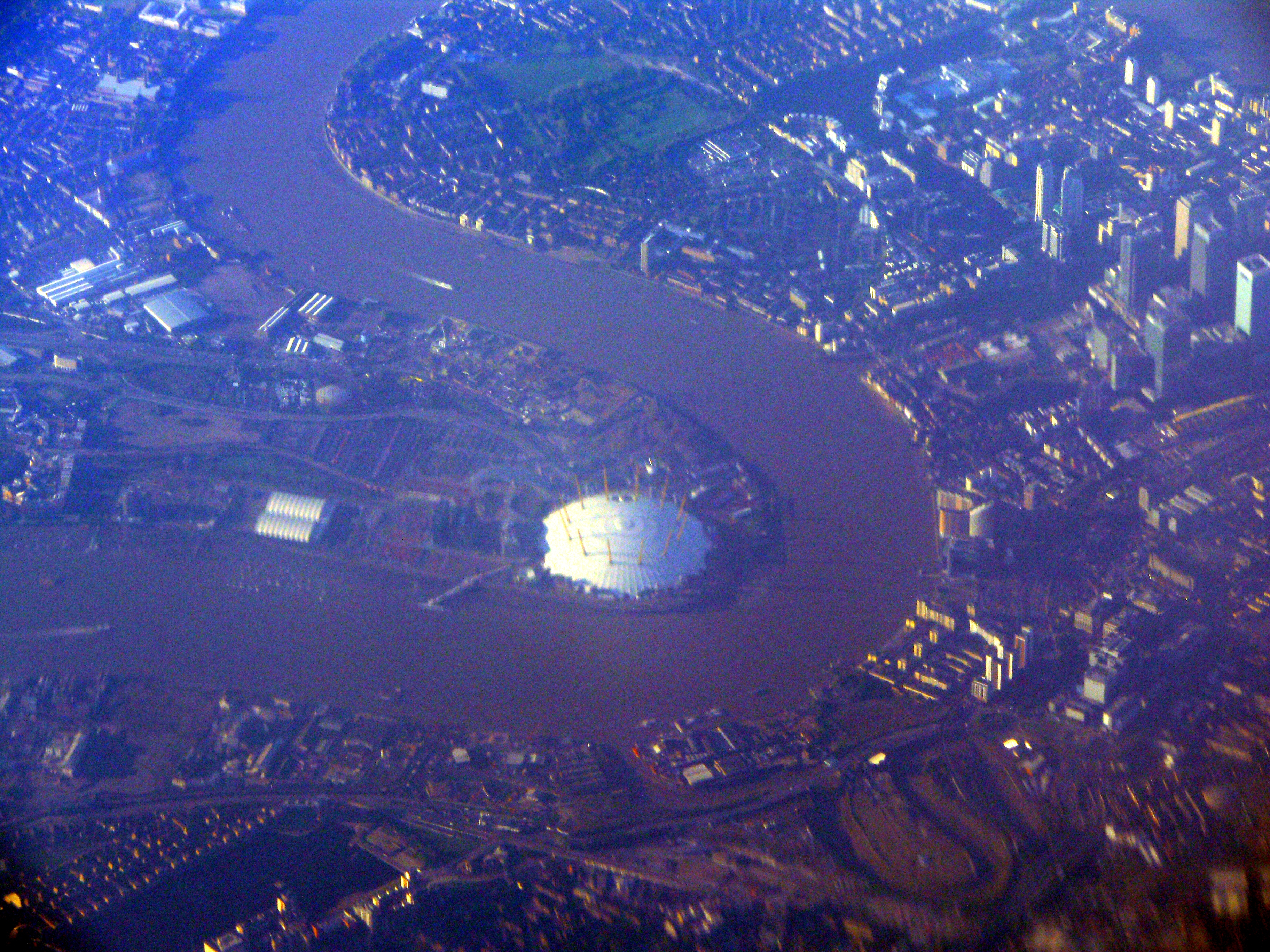
Vue aérienne du Dome du millénaire, construit a cette époque. Remplacé depuis par le quartier appelé The O2. depuis 2007.

Depuis le début les années 1990, d'importants investissements publics et privés ont été réalisés, ainsi en 1997, l'English Partnerships, l'Agence nationale de renouvellement urbain, a acheté 1,21 km2 de friches sur la péninsule. L'agence y a investi plus de 225 millions de livres sterling, dans les transports, la construction de zones résidentielles et commerciales et l'ouverture d'un parc longeant la Tamise. En plus de la construction du Dôme du millénaire, de nouvelles routes ont été construites sur la côte orientale de la péninsule en vue de nouveaux développements, avec des pistes cyclables et des œuvres d'art public. 
Le quartier résidentiel de Greenwich Millennium Village a aussi été construit, avec une école primaire, un centre médical, une réserve naturelle et un centre de formation. Un hôtel Holiday Inn a également été construit à proximité. La station de métro North Greenwich sur la Jubilee Line a ouvert en 1999, alors que le quartier voit arriver le nouveau campus de Ravensbourne College of Design and Communication qui ouvre ses portes à l'automne 2010. En 2012, une télécabine, l'Emirates Air Line, a ouvert, connectant la péninsule avec Canning Town sur l'autre rive.